# Psila apicalis
Psila apicalis är en tvåvingeart som beskrevs av Christian Rudolph Wilhelm Wiedemann 1830. Psila apicalis ingår i släktet Psila och familjen rotflugor. Inga underarter finns listade i Catalogue of Life.